# Parlament Hanzeatycki

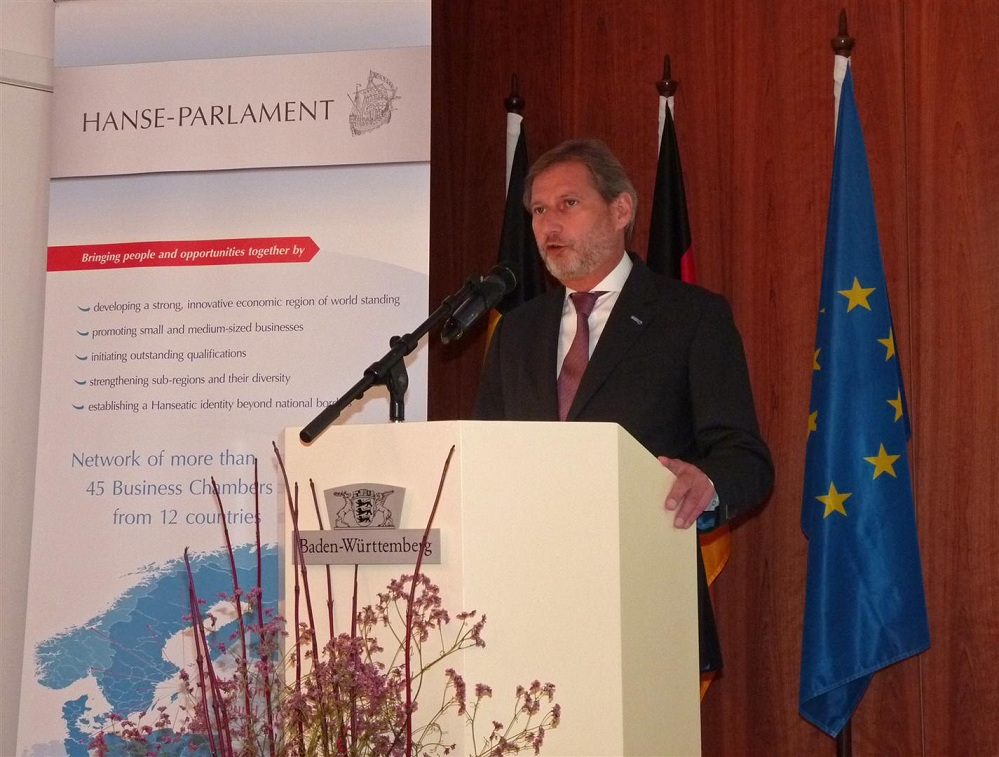
Komisarz UE Johannes Hahn na Konferencji Hanzeatyckiej w 2012 roku

Parlament Hanzeatycki – związek ponad 50 izb przemysłowych, handlowych i rzemieślniczych oraz innych organizacji w regionie Morza Bałtyckiego, których głównym celem jest wzmocnienie pozycji małych i średnich przedsiębiorstw (MŚP). Siedziba Parlamentu Hanzeatyckiego początkowo znajdowała się w Kopenhadze, przeniesiona została do Hamburga, gdzie zarejestrowana jest jako stowarzyszenie. Parlament Hanzeatycki to niezależna organizacja non profit.

## Historia
Współpraca między izbami rozpoczęta została na początku lat 90. Od 1994 roku przeprowadzone zostały konkretne projekty sfinansowane przez Unię Europejską. Dzięki rozszerzaniu Unii Europejskiej w 2004 roku o kolejne kraje Europy wschodniej współpraca między państwami wschodnimi tego regionu zacieśnił się. W skład organizacji wchodzi 11 krajów: Norwegia, Szwecja, Finlandia, Rosja, Estonia, Litwa, Łotwa, Białoruś, Polska, Dania, Niemcy. Przewodniczącym stowarzyszenia jest Jürgen Hogeforster.
Nazwa stowarzyszenia pochodzi od Hanzy, która przez setki lat stanowiła odnoszącą sukcesy sieć współzależnych od siebie dobrze prosperujących Krajów nadbałtyckich. W przeciwieństwie do klasycznej Hanzy, w której skład wchodziły m.in. Belgia oraz Anglia, Hanse-Parlament skupia w większości wschodnie kraje nadbałtyckie.
Aby wzmocnić i zacieśnić kooperację pomiędzy gospodarką przedsiębiorstw średniej wielkości oraz instytucjami akademickimi w zakresie kwalifikacji i badań z inicjatywy Parlamentu Hanzeatyckiego w 2010 roku utworzona została Akademia Bałtycka (Baltic Sea Academy). Akademia Bałtycka jest siecią współpracy 15 uniwersytetów, szkół wyższych i placówek badawczych z 9 krajów.

## Konferencja Hanzeatycka
Głównym celem Parlamentu Hanzeatyckiego jest promowanie gospodarki małych i średnich przedsiębiorstw, ponadto wspiera on również działania w ramach współpracy kulturalnej oraz rozwoju makroregionalnego krajów nadbałtyckich. Do tego celu służy m.in. coroczna Konferencja Hanzeatycka. W dwudniowym spotkaniu biorą udział przedsiębiorcy, naukowcy oraz przedstawiciele izb, świata polityki oraz administracji publicznej ze wszystkich krajów nadbałtyckich. W trakcie konferencji wygłaszane są referaty przez przedstawicieli gospodarki, naukowców oraz polityków np. w 2011 roku Komisarz UE ds. energii Günther Oettinger wygłosił referat na temat „Energii odnawialnych oraz małych i średnich przedsiębiorstw w krajach nadbałtyckich”, natomiast w 2012 roku Komisarz UE ds. polityki regionalnej Johannes Hahn wypowiedział się na temat „Innowacji i rozwoju regionalnego”. Na konferencji bezpośrednio po wygłoszeniu referatów, w której bierze udział około 120 uczestników dochodzi do dyskusji przy okrągłym stole. Referaty jak i podsumowanie dyskusji publikowane są przez Akademię Bałtycką.